# Công viên ngập nước iSimangaliso
Công viên ngập nước iSimangaliso (trước đây được gọi là Công viên ngập nước Greater St. Lucia) nằm trên bờ biển phía đông của tỉnh KwaZulu-Natal, Nam Phi, cách Durban khoảng 275 km về phía bắc. Đây là khu bảo tồn lớn thứ ba của Nam Phi, trải dài trên 280 km bờ biển, từ biên giới với Mozambique ở phía bắc Mapelane tới cửa sông phía nam của Hồ St. Lucia, tạo thành hệ sinh thái có diện tích lên tới 3.280 km².
Tên gọi trước đây của nó là Công viên ngập nước Greater St. Lucia nhưng đã được đổi từ ngày 1 tháng 11 năm 2007. Tên isimangaliso trong tiếng Zulu có nghĩa là phép lạ hay điều kỳ diệu.

## Lịch sử
Cho đến năm 1895, khu vực này vẫn là nhà của người Tsonga và làng chài cá của họ. Đây là ngôi nhà nguyên thủy và tự nhiên của người Tsonga và họ đã sống ở đây hơn 1000 năm. Theo những người thủy thủ Bồ Đào Nha đầu tiên đến đây thì khu vực này và xa hơn về phía nam bị chiếm đóng bởi người Tsonga. Nó được biết đến với tên gọi là Tembeland hoặc Thongaland nhưng tên này đã bị sử dụng vào khoảng đầu những năm 1900. Khu vực này được cai trị bởi một nhánh người Tsonga Vahlanganu (Tembe)
Nhà truyền giáo Thụy Sĩ Reverend Henri Alexandra Junod đã thực hiện một nghiên cứu khoa học và dân tộc học về người Tsonga trong những năm đầu thập niên 1890 và thiết lập ra một bản đồ chi tiết cho thấy sự chiếm đóng khu vực này của những người Tsonga Tembe. Ông đã minh họa trong bản đồ chi tiết của mình rằng, khu vực này được gọi là Tembeland và thành phố thủ phủ của những người Tembe nằm trong vịnh St. Lucia. Bản đồ của ông cho thấy vào năm 1906, người Tsonga chiếm đất từ St. Lucia cho đến Valdezia ở huyện Spelenkon của tỉnh Transvaal, ngày nay được gọi là tỉnh Limpopo.

## Tự nhiên
Công viên bao gồm các phần là các khu bảo tồn và các hệ sinh thái sau:
- Hồ St. Lucia
- Khu bảo tồn thú săn St. Lucia
- Công viên Vịnh False
- Vịnh Kosi
- Khu bảo tồn thiên nhiên hồ Etrza
- Hồ Sibhayi
- Khu dự trữ biển St. Lucia
- Khu bảo tồn biển St. Lucia
- Vườn quốc gia Vịnh Sodwana
- Khu bảo tồn thiên nhiên Mapelane
- Khu dự trữ biển Maputaland
- Mũi Vidal
- Ozabeni
- Mfabeni
- Khu vực hoang dã Tewate
- Khu bảo tồn thú săn Mkuze

Công viên đã được công nhận là di sản thế giới của UNESCO nhờ sự đa dạng sinh học, hệ sinh thái độc đáo và vẻ đẹp tự nhiên trong một khu vực tương đối nhỏ. Lý do cho sự đa dạng của động thực vật là do có sự đa dạng về các hệ sinh thái khác nhau trong công viên, từ các rạn san hô và những bãi biển cát trải dài cho đến rừng đồi cận nhiệt đới, thảo nguyên và vùng đất ngập nước. Động vật phổ biến trong công viên bao gồm voi, báo, tê giác đen, tê giác trắng, trâu rừng, cá voi, cá heo, cá mập voi và rùa biển trong đó có rùa da và rùa Quản Đồng. Đây cũng là nhà của số lượng lớn Cá sấu sông Nin và hà mã.
Rạn san hô trong công viên thuộc vịnh Sodwana là một trong những khu vực có sự đa dạng loài ngoạn mục nhất thế giới, với sự đa dạng màu sắc của các loài san hô, bạch tuộc, mực, sinh vật phù du...
Hồ St. Lucia là khu vực cư trú của 24 loài động vật hai mảnh.